# Bolostromus fauna
Bolostromus fauna là một loài nhện trong họ Cyrtaucheniidae. Loài này phân bố ờ Venezuela.